# 小迫幸弘
小迫 幸弘（こさこ ゆきひろ、1962年（昭和37年）7月1日 - ）は、日本の政治家。宮崎県西臼杵郡五ヶ瀬町長（1期）。

## 来歴
1982年（昭和57年）4月に五ヶ瀬町役場に入庁した。
2021年（令和3年）12月に五ヶ瀬町役場を退職する（在職39年9ヶ月）。在職中は地域振興課長、住民福祉課長、総務課長、企画課長、総務課長を歴任した。
2022年（令和4年）5月10日の五ヶ瀬町長選で初当選した。